# Ligne Luxembourg - Dijon
La ligne Luxembourg-Dijon est une ligne commerciale de relation entre villes. Elle s'étend sur 333 kilomètres (dont 16 en territoire luxembourgeois), unissant la Lorraine, le Luxembourg et l'extrême ouest de l'Allemagne au couloir rhodanien, elle est constituée principalement de trains de fret, en raison de l'activité industrielle, certes déclinante mais toujours importante, de la Lorraine.

## Tracé et profil des voies ferrées utilisées
La relation Luxembourg - Dijon emprunte successivement plusieurs lignes (au sens infrastructure) : la ligne 6 (CFL), la ligne de Metz-Ville à Zoufftgen, la ligne de Lérouville à Metz-Ville, la ligne de Frouard à Novéant, un court tronçon de la ligne de Paris-Est à Strasbourg-Ville, la ligne Culmont-Chalindrey - Toul, la ligne d'Is-sur-Tille à Culmont - Chalindrey et enfin la ligne de Dijon-Ville à Is-sur-Tille.
Originaire de la gare de Luxembourg, la relation Luxembourg - Dijon descend immédiatement vers le sud et traverse la frontière entre Bettembourg et Zoufftgen. Son trafic déjà chargé est renforcé à Thionville, alors que la ligne rejoint le cours de la Moselle, par la ligne venant  de l'Allemagne, et surtout par la Transversale Nord-Est, qui unit la Lorraine aux ports et industries du Nord-Pas-de-Calais. C'est pourquoi la section reliant, à travers une région très urbanisée, Thionville au triage de Woippy, le plus grand de France, a été quadruplée. 
Après avoir traversé la Moselle pour desservir la gare de Metz, la ligne repasse sur la rive gauche du fleuve au niveau d'Ars-sur-Moselle. Au niveau de Novéant, un triangle permet l'accès à la fois à la ligne de Lérouville à Metz-Ville, en   direction de Paris, mais aussi à la ligne vers Conflans-Jarny. Entre Pagny-sur-Moselle et Vandières, deux autres bifurcations permettent depuis juin 2007 l'accès à la LGV Est pour les TGV reliant Paris à Metz ou Nancy. Un troisième triangle, au niveau de Frouard, permet l'accès à la gare de Nancy, qui n'est accessible pour les trains Metz - Dijon que moyennant un rebroussement en gare de Nancy. 
A Toul, la ligne quitte le cours de la Moselle, qui fait un coude au niveau de cette ville, pour continuer plein sud. Elle rejoint à Neufchâteau le cours de la Meuse et le suit jusqu'à Merrey, où elle est rejointe par la ligne venant de Nancy via Mirecourt. Après avoir péniblement traversé les hautes collines du Bassigny, elle rejoint à Chaudenay la radiale Paris - Mulhouse pour s'en séparer quelques kilomètres plus tard après la gare de Culmont - Chalindrey. Après avoir franchi le plateau de Langres, elle entre dans Dijon par le nord et décrit un demi-cercle avant d'atteindre la gare de Dijon.

## Équipement
En raison de son profil difficile et de son important trafic, la ligne a été électrifiée en 25 kV 50 Hz vers les années 1960. Le BAL est par ailleurs installé sur l'ensemble de la ligne. Couplé avec l'existence de garages actifs au nord de Nancy, cet équipement permet un débit théorique important. La ligne fait partie du Corridor européen C (Anvers - Bâle / Lyon) est, devrait être équipé de l'ETCS niveau 1 à l'horizon 2018.

## Trafic
Si le trafic fret est très important grâce à l'importance industrielle de la Lorraine, la desserte voyageurs apparaît un petit peu en retrait, avec seulement 3000 voyageurs quotidiens entre Toul et Culmont en 1993. Il s'agit en réalité majoritairement de trains grandes lignes (TGV ou Corail), la desserte TER étant faible au sud de Frouard. En revanche, au nord de cette ville, l'apport de la ligne de Nancy permet une explosion du trafic TER : la relation Nancy - Metz - Thionville - Luxembourg est la première et la principale du service Métrolor, et son cadencement est annoncé rapidement.